# Olle Hellbom
Nils Olof "Olle" Hellbom, född 8 oktober 1925 i Mörkö församling i Stockholms län, död 5 juni 1982 i Oscars församling i Stockholm, var en svensk regissör, filmproducent och manusförfattare, främst känd för sina filmatiseringar av Astrid Lindgrens verk.

## Biografi
Olle Hellbom var son till konstnären Emil Hellbom och växte upp tillsammans med två bröder, varav en var journalisten Thorleif Hellbom, på Hornsgatan i Stockholm. Han drabbades under sin uppväxt ofta av sjukdomar, han var bland annat inlagd på Roslagstulls infektionssjukhus i över ett år. Han började tidigt visa intresse för film, mycket beroende på att han bodde nära flera biografer under uppväxten, däribland biografen Flamman. Efter avklarad studentexamen år 1946 reste Hellbom runt i Europa där han besökte flera olika filmstudior. När han senare återvände till Sverige skrev han ett antal filmmanus. 1957 långfilmsdebuterade han med Mästerdetektiven Blomkvist lever farligt. Två år senare hade hans film Raggare debut. I och med filmen Alla vi barn i Bullerbyn 1960 återupptog han sitt samarbete med författaren Astrid Lindgren, ett samarbete som varade ända fram till hans död. Han blev med sina Lindgren-filmer populär bland den yngre publiken, och blev därmed känd för att fört genren familjefilm till Sverige.
Olle Hellbom var 1956–1973 gift med Birgit Hellbom, dotter till Alf Nyman, och är far till filmaren Jan Hellbom (född 1956) och översättaren Tove Hellbom (född 1958), som i mycket unga år spelade rollen som Kerstin i hans filmer om Bullerbyn.
Han avled i magcancer i juni 1982 och är begravd på Skogskyrkogården i Stockholm.
Olle Hellboms son, Jan Hellbom, gjorde år 2002 en dokumentärfilm om sin far Olle Hellbom. Filmen heter Ollebom. I filmen medverkar bl a Inger Nilsson som spelade Pippi Långstrump, Maria Johansson som spelade Tjorven i Vi på Saltkråkan, Hasse Alfredsson, Kerstin Ekman och Björn Gustafson.

## Filmografi
| - 1957 – Mästerdetektiven Blomkvist lever farligt - 1959 – Raggare - 1960 – Alla vi barn i Bullerbyn (TV) - 1964 – Vi på Saltkråkan (TV-serie) - 1964 – Tjorven, Båtsman och Moses - 1965 – Tjorven och Skrållan - 1966 – Tjorven och Mysak - 1967 – Skrållan, Ruskprick och Knorrhane - 1969 – Pippi Långstrump (TV) - 1970 – Pippi Långstrump på de sju haven - 1970 – På rymmen med Pippi Långstrump - 1971 – Emil i Lönneberga - 1972 – Nya hyss av Emil i Lönneberga - 1973 – Emil och griseknoen - 1974 – Världens bästa Karlsson - 1977 – Bröderna Lejonhjärta - 1981 – Rasmus på luffen | - 1951 – Fiskaren bakom allt - 1951 – Hon dansade en sommar - 1955 – Resa i natten - 1981 – Tuppen - 1972 – Mannen som slutade röka - 1975 – En kille och en tjej - 1976 – Mina drömmars stad - 1979 – Den åttonde dagen - 1981 – Tuppen |